# Hiroko Tamoto
Hiroko Tamoto, född den 3 januari 1974 i Kumamoto prefektur, är en japansk softbollspelare.
Hon tog OS-silver vid de olympiska softboll-turneringarna vid olympiska sommarspelen 2000 i Sydney.